# Christoph von Oberhaim
Christoph von Oberhaim, auch Christoph Oberhaimer von Oberhaim (* vor 1562; † um 1584) war ein österreichischer Adeliger und Landuntermarschall von Österreich unter der Enns.

## Leben
Christoph war der Sohn von Andreas von Oberhaim (Adelsgeschlecht) und Dorothea von Haim. Christoph wurde 1562 niederösterreichischer Landrechts-Beisitzer und kaiserlicher Rat. Von 1564 bis zu seinem Tod war er niederösterreichischer Landuntermarschall.
Mit seiner ersten Gattin Anna von Mündenhaim hatte er keine Kinder. Seine zweite Frau Ursula von Potawiz
schenkte ihm drei Söhne und eine Tochter. Die dritte Ehe mit Eva Säckl blieb ebenfalls kinderlos.